# Gunther Kress
Gunther Rolf Kress, född 26 november 1940 i Österrike, död 20 juni 2019 i Rom, Italien, var en österrikiskfödd brittisk lingvist och professor i semiotik och utbildningsvetenskap vid University of London. Han var tidig med att använda ett multimodalt perspektiv på kommunikation i sin forskning. Han fick ursprungligen sin utbildning i Australien. Kress blev den 30 januari 2015 hedersdoktor vid Uppsala Universitet.

## Verk
- Kress, Gunther R. (1997). Before Writing: Rethinking the Paths to Literacy. New York: Routledge. ISBN 0-415-13804-3. https://books.google.com/books?id=9bvM3Z1GEWkC&dq=inauthor:Gunther+inauthor:Kress&lr=&num=50&as_brr=0&output=html&source=gbs_summary_s&cad=0
- Kress, Gunther R. (2003). Literacy in the New Media Age. New York: Routledge. ISBN 0-415-25356-X. https://books.google.com/books?id=2vaNeafOoiYC&dq=inauthor:Gunther+inauthor:Kress&lr=&num=50&as_brr=0&output=html&source=gbs_summary_s&cad=0
- Kress, Gunther R.; Van Leeuwen, Theo (2006). Reading Images: The Grammar of Visual Design. New York: Routledge. ISBN 0-415-31915-3. https://books.google.com/books?id=wprZmJFXUXIC&dq=inauthor:Gunther+inauthor:Kress&lr=&num=50&as_brr=0&output=html&source=gbs_summary_s&cad=0

## Fotnoter
1. ↑  USA:s kongressbibliotek, Library of Congress Name Authority File, id-nummer i USA:s kongressbiblioteks katalog: n81126116, läst: 6 juli 2019.[källa från Wikidata]
2. ↑  Bibliothèque nationale de France, BnF Catalogue général : öppen dataplattform, id-nummer i Frankrikes nationalbiblioteks katalog: 12155977x, läst: 26 mars 2017.[källa från Wikidata]
3. ↑  ”Gunther Kress death: How Dr Gunther Kress death happened”. Arkiverad från originalet den 22 juni 2019. https://web.archive.org/web/20190622154248/https://allzabursaries.co.za/gunther-kress-death-how-dr-gunther-kress-death-happened/. Läst 1 juli 2019.
4. ↑   Introducing multimodality. Routledge. 2016-01-01. ISBN 9780415639262. OCLC 961104119. https://www.worldcat.org/oclc/961104119
5. ↑  ”New honorary doctor at Faculty of Educational Sciences - Uppsala University, Sweden”. www.uu.se. Arkiverad från originalet den 17 augusti 2016. https://web.archive.org/web/20160817071537/http://www.uu.se/en/research/grants-awards/article/?id=3831&area=2,6,12,16&typ=artikel&lang=en. Läst 21 april 2017.